# Мильязиш
Милья́зиш (в передаче бразильского произношения; согласно европейской произносительной норме Милья́зеш порт. Milhazes) — район (фрегезия) в Португалии, входит в округ Брага. Является составной частью муниципалитета  Барселуш. Находится в составе крупной городской агломерации Большое Минью. По старому административному делению входил в провинцию Минью. Входит в экономико-статистический  субрегион Каваду, который входит в Северный регион. Население составляет 984 человека на 2001 год. Занимает площадь 3,06 км².

## Известные уроженцы
В первой половине XIII века недалеко от Мильзеша в месте под названием Гильяде (Guilhade) родился один из самых плодовитых трубадуров Португалии Жуан Гарсия де Гильяде.